# 野马乡
野马乡，是中华人民共和国吉林省白城市洮南市下辖的一个乡镇级行政单位。

## 行政区划
野马乡下辖以下地区：
双合村、德惠村、新明村、平原村、新安村、金山村、东山村、永安村、安山村、苇塘村和野马图村。